# 2023年航天活动列表
2023年见证了航天领域的快速发展和重大技术突破。全球轨道发射总次数（223次）和成功次数（211次）连续第三年刷新世界纪录，也是史上首次超过200次。发射频率的增长主要归功于SpaceX，其年度发射量从2022年的61次跃升至2023年的98次，其中星链巨型星座的部署是推动增长的关键因素。
本年度的航天里程碑包括多款新型运载火箭的首飞成功：SSLV、Qaem 100、天龙二号、千里马1号以及朱雀二号均实现首次入轨。而全球最大火箭——SpaceX星舰在研发阶段进行了两次亚轨道试射（第一次和第二次）。
在国家级科学探测任务方面：印度空间研究组织的月船3号实现月球软着陆，俄罗斯国家航天集团的月球25号着陆失败，美国宇航局的OSIRIS-REx探测器将小行星贝努样本送回地球，露西号探测器则飞掠了小行星丁基内什。此外，欧洲空间局的木星冰月探测器、日本宇宙航空研究开发机构的XRISM空间望远镜与智能月球探测器，以及美国宇航局的“灵神星”号探测器也相继升空。
2023年有两座载人空间站继续同时运作：国际空间站（接待了远征68、69、70）和天宫空间站（接待了神舟十五号、十六号和十七号）。值得注意的是，因联盟MS-22飞船发生冷却剂泄漏事故，俄罗斯国家航天集团紧急发射联盟MS-23作为替代返回舱。公理2号任务则成为国际空间站首次接待的商业载人飞行任务。
本年还创造了多项国家纪录：安提瓜和巴布达与巴基斯坦公民首次通过维珍银河的亚轨道飞行抵达美国定义的太空边界（80公里高度，未达卡门线）。阿尔巴尼亚、吉布提、爱尔兰、阿曼及代表意大利的梵蒂冈也在2023年首次拥有在轨卫星。

## 概览

### 太阳系探索
4月14日，欧空局成功发射了木星冰月探测器，目标为探测木星系与木星的冰质卫星木卫三。
美国NASA计划在10月发射灵神星轨道器探索小行星灵神星。NASA于2016年发射、探索小行星101955的OSIRIS-REx计划于9月返回地球。

#### 月球探测
全球多个国家和组织将在本年开展月球探测任务。
印度空间研究组织7月14日发射月船三号，8月23日成功软着陆月球并释放月球车，成为距离月球南极最近的探测器，这也使得印度成为第四个成功软着陆月球的国家。俄罗斯航天国家集团8月10日发射月球25号，是1976年月球24号后月球号系列探测器47年来的首次任务，8月20日探测器在近月制动阶段坠毁。日本宇宙航空研究开发机构计划发射智能月球探测器。作为阿尔忒弥斯计划的一部分，美国宇宙机器人技术公司计划发射游隼号月球着陆器，Intuitive Machines计划进行IM-1任务向月球输送有效载荷，以测试对月球自然资源进行处理。

### 载人航天
国际空间站方面，美国SpaceX在本年内完成了SpaceX载人6号、SpaceX载人7号两次载人航天发射任务，将8名宇航员送入国际空间站进行远征任务。因2022年9月发射对接的联盟MS-22故障，俄罗斯专门发射了无人飞船联盟MS-23以运回联盟MS-22乘组。俄罗斯还计划在本年内发射联盟MS-24并将3名宇航员送入国际空间站进行远征任务。
天宫空间站方面，中国完成了神舟十六号和十七号两次载人航天发射任务，共计将6名航天员送入太空。在2023年，天宫空间站也度过了首个全年有人驻留的年份，标志着它由建造阶段进入应用与发展阶段。
5月30日，同时在轨的人数打破了纪录，达到了17人，包括天宫空间站中神舟十五号、十六号任务中的6人，国际空间站中远征69任务中的7人和公理2号任务中的4人。

#### 太空旅游
5月，SpaceX与公理航天进行了公理2号任务，将4名乘员送入国际空间站短暂停留8天。
6月和8月，维珍银河使用维珍银河团结号成功进行了银河01号、银河02号两次商业亚轨道飞行，其中在银河2号任务中首次搭载了3名太空游客。

### 运载火箭
在2023年首次成功的运载火箭有中国的天兵科技的天龙二号。蓝箭航天的朱雀二号在本年内进行第二次发射并获得成功，成为世界首枚成功入轨的甲烷火箭。
在2023年首飞失败的有日本三菱重工业的H3运载火箭，美国ABL航天系统公司的RS1火箭、相对论空间的人族1号和SpaceX的SpaceX星舰。其中SpaceX星舰计划于8月再次发射。
计划于2023年首飞的有英国的Prime小型火箭。
在2023年完成最后一次发射任务的有欧洲阿丽亚娜空间的阿丽亚娜-5运载火箭、美国诺斯洛普·格鲁门的安塔瑞斯运载火箭230+。

## 轨道发射
| ← 一月 • 二月 • 三月 • 四月 • 五月 • 六月 • 七月 • 八月 • 九月 • 十月 • 十一月 • 十二月 → |

| ← 一月 • 二月 • 三月 • 四月 • 五月 • 六月 • 七月 • 八月 • 九月 • 十月 • 十一月 • 十二月 → |

| ← 一月 • 二月 • 三月 • 四月 • 五月 • 六月 • 七月 • 八月 • 九月 • 十月 • 十一月 • 十二月 → |

| ← 一月 • 二月 • 三月 • 四月 • 五月 • 六月 • 七月 • 八月 • 九月 • 十月 • 十一月 • 十二月 → |

| ← 一月 • 二月 • 三月 • 四月 • 五月 • 六月 • 七月 • 八月 • 九月 • 十月 • 十一月 • 十二月 → |

| ← 一月 • 二月 • 三月 • 四月 • 五月 • 六月 • 七月 • 八月 • 九月 • 十月 • 十一月 • 十二月 → |

| ← 一月 • 二月 • 三月 • 四月 • 五月 • 六月 • 七月 • 八月 • 九月 • 十月 • 十一月 • 十二月 → |

| ← 一月 • 二月 • 三月 • 四月 • 五月 • 六月 • 七月 • 八月 • 九月 • 十月 • 十一月 • 十二月 → |

| ← 一月 • 二月 • 三月 • 四月 • 五月 • 六月 • 七月 • 八月 • 九月 • 十月 • 十一月 • 十二月 → |

| ← 一月 • 二月 • 三月 • 四月 • 五月 • 六月 • 七月 • 八月 • 九月 • 十月 • 十一月 • 十二月 → |

| ← 一月 • 二月 • 三月 • 四月 • 五月 • 六月 • 七月 • 八月 • 九月 • 十月 • 十一月 • 十二月 → |

| ← 一月 • 二月 • 三月 • 四月 • 五月 • 六月 • 七月 • 八月 • 九月 • 十月 • 十一月 • 十二月 → |

## 发射统计

### 按国家（区域）
- 美国: 116
- 中国: 67
- 俄罗斯: 19
- 欧盟: 3
- 伊朗: 1
- 以色列: 1
- 印度: 7
- 韩国: 2
- 日本: 3
- 朝鲜: 3

| 国家（区域） | 国家（区域） | 发射数 | 成功数 | 失败数 | 部分失败数 | 备注 |
| ------------ | ------------ | ------ | ------ | ------ | ---------- | ---- |
|              | 美国         | 116    | 109    | 6      | 1          |      |
|              | 中国         | 67     | 66     | 1      | 0          |      |
|              | 日本         | 3      | 2      | 1      | 0          |      |
|              | 俄羅斯       | 19     | 19     | 0      | 0          |      |
|              | 印度         | 7      | 7      | 0      | 0          |      |
|              | 歐洲         | 3      | 3      | 0      | 0          |      |
|              | 伊朗         | 1      | 1      | 0      | 0          |      |
|              | 以色列       | 1      | 1      | 0      | 0          |      |
|              |              | 2      | 2      | 0      | 0          |      |
|              |              | 3      | 1      | 2      | 0          |      |
| 总计         | 总计         | 222    | 211    | 10     | 1          |      |

### 按火箭
- 安塔瑞斯230+
- 谷神星一号
- 电子号
- 猎鹰9号（首次）
- 猎鹰9号（重复）
- 猎鹰重型
- H-IIA
- H3
- 快舟一号甲
- 长征二号
- 长征三号
- 长征四号
- 长征五号
- 长征六号
- 长征七号
- 长征八号
- 长征十一号
- 联盟2号
- PSLV
- GSLV
- LVM3
- SSLV
- 阿丽亚娜-5
- 千里马1号
- 质子M型
- 其他

### 按发射场
- 酒泉
- 太原
- 文昌
- 西昌
- 黄海
- 圭亚那
- 萨迪什·达万
- 塞姆南
- 沙赫鲁德
- 帕尔马奇姆
- 种子岛
- 拜科努尔
- 玛希亚
- 普列谢茨克
- 东方
- 卡纳维拉尔角
- 肯尼迪
- 中大西洋区
- 莫哈韦
- 科迪亚克
- 范登堡

### 按轨道
- 跨大气层
- 近地轨道
- 近地轨道（国际空间站）
- 近地轨道（中国空间站）
- 太阳同步轨道
- 近地轨道（逆行）
- 中地球轨道
- 闪电轨道
- 地球同步轨道
- 冻原轨道
- 高地球轨道
- 月球转移轨道
- 日心轨道